# Tipula (Eumicrotipula) moniliformis
Tipula (Eumicrotipula) moniliformis is een tweevleugelige uit de familie langpootmuggen (Tipulidae). De soort komt voor in het Neotropisch gebied.